# کارکس پرپسیتا
کارکس پرپسیتا (نام علمی: Carex proposita) نام یک گونه از سرده جگن است.